# Baden (Francja)
Baden – miejscowość i gmina we Francji, w regionie Bretania, w departamencie Morbihan.
Według danych na rok 1990 gminę zamieszkiwały 2844 osoby, a gęstość zaludnienia wynosiła 121 osób/km² (wśród 1269 gmin Bretanii Baden plasuje się na 197. miejscu pod względem liczby ludności, natomiast pod względem powierzchni na miejscu 409.).

## Miasta partnerskie
- Weilheim